# ترايفلز

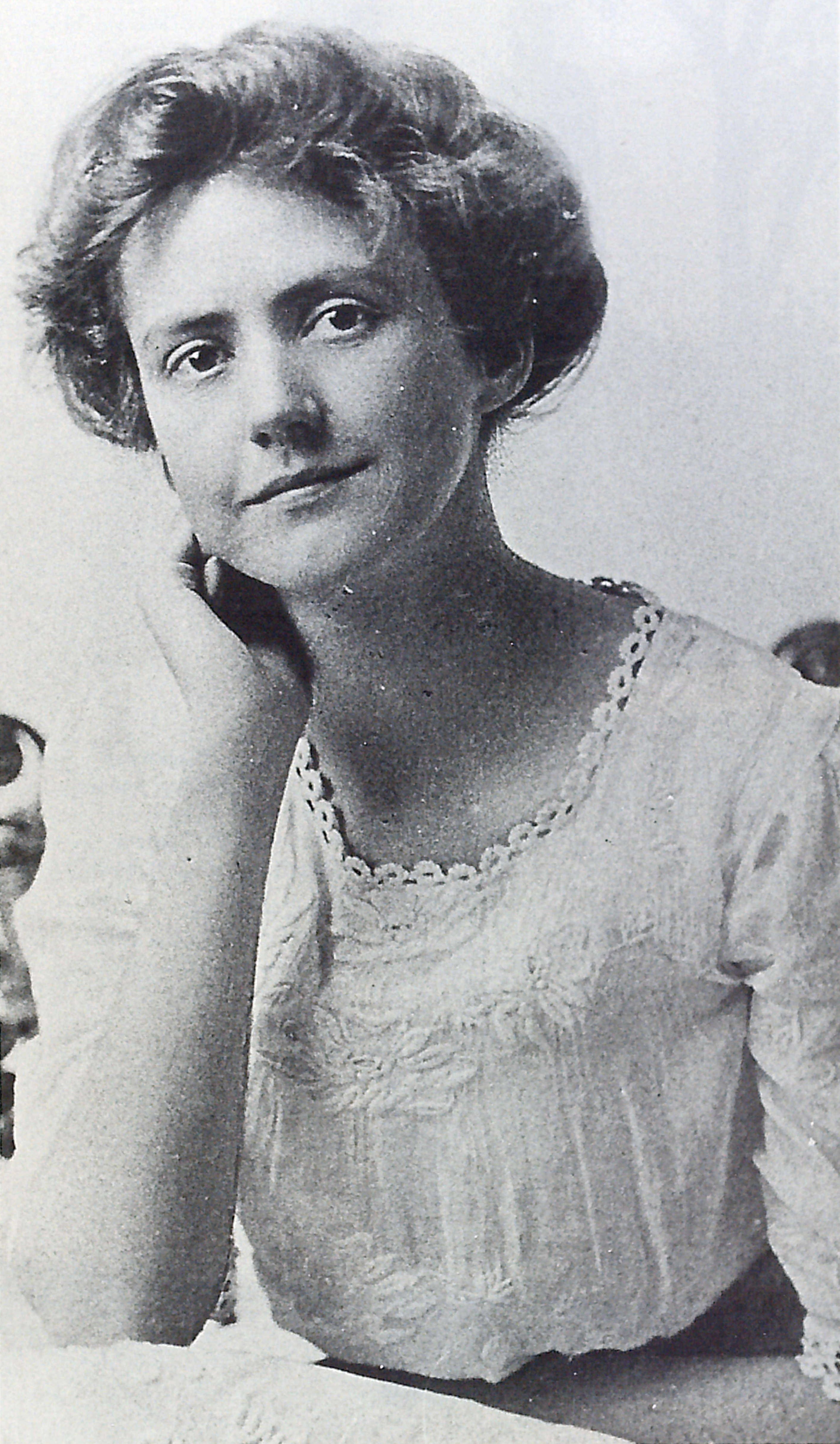
سوزان جلاسبيل، 1894. كاتبة المسرحية.

«ترايفلز» (بالإنجليزية: Trifles)‏ وتعني بالعربية «تفاهات». هي مسرحية تتكون من فصل واحد من تأليف سوزان جلاسبيل. تم تقديمها لأول مرة من قبل مجموعة بروفينستاون بلايرز في مسرح وارف في بروفينستاون، ماساتشوستس، في 8 أغسطس 1916. في الأداء الأصلي، لعبت جلاسبيل دور السيدة هيل.
كثيراً ما يتم اختيار المسرحية في كتب الأدب الأمريكي، كُتِبَت المسرحية في نفس الوقت الذي كانت فيه الموجة الأولى من الحركة النسوية، تتناقض المسرحية مع كيفية تصرف النساء في الأماكن العامة والخاصة وكذلك كيفية أدائهن أمام النساء الأخريات مقابل أداءهن أمام الرجال.

## القصة
تبدأ المسرحية «في مزرعة جون وميني رايت المهجورة الآن.» يروي السيد هيل بناء على أمر من محامي المقاطعة زيارته للمنزل في اليوم السابق، حيث وجد السيدة رايت تتصرف بغرابة وزوجها في الطابق العلوي ميتًا بحبل حول رقبته، ويقول السيد هيل أنه عندما استجوبها ادعت السيدة رايت أنها كانت نائمة عندما قام شخص ما بخنق زوجها. بينما يذهب المحققين الرجال الثلاثة في المنزل بحثًا عن أدلة، «تبدأ النساء في استكشاف الفضاء المنزلي بأنفسهن. وبينما يتفاعلون مع بيئة المسرح، تكتشف المرأتان أدلة على شخصيات الزوجين بالإضافة إلى أدلة محتملة في القضية.» على الرغم من أن ميني وجون رايت ليسا حاضرين جسديًا، إلا أنهما «أصبحا شخصيات حية بالنسبة لنا من خلال حوار وأفعال السيدة هيل والسيدة بيترز». أدركت الزوجات من خلال الأدلة أن السيد رايت قتل الطائر، مما أدى إلى قتل السيدة رايت لزوجها. على الرغم من أن الرجال لم يعثروا على دليل في الطابق العلوي في منزل رايت يثبت أن السيدة رايت مذنبة، فإن الزوجات أجمعن أن السيدة رايت كانت ضحية لسوء المعاملة من قبل زوجها، فهم يفهمون شعور الاضطهاد من قبل الرجال. بعد أن تكتشف النساء الحقيقة، يخفون الأدلة ضد السيدة رايت حتى تنجو من عقوبة قتل زوجها. لم يتم تأكيد أو رفض إدانة السيدة رايت في نهاية المسرحية.

## الشخصيات

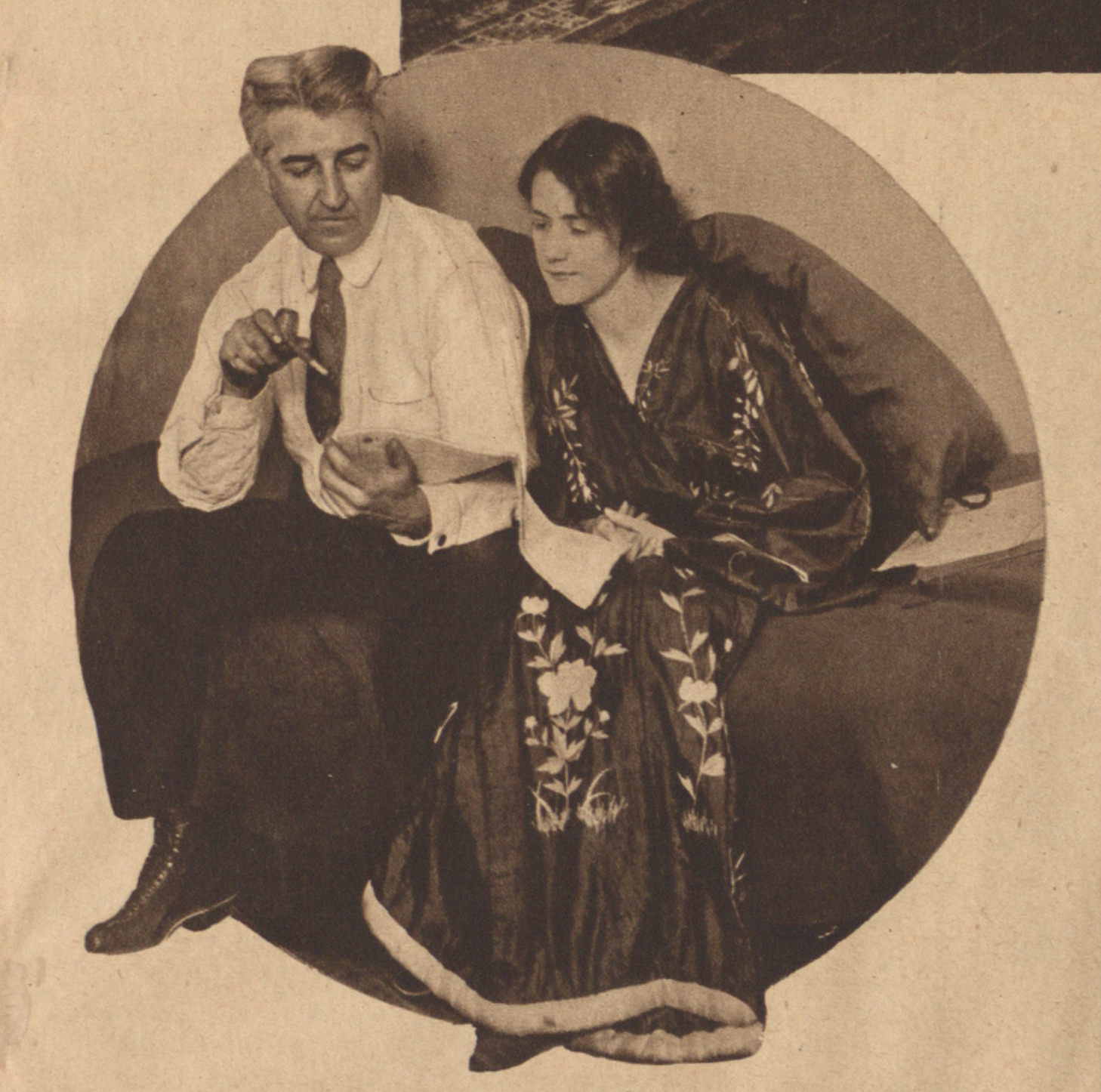
كاتبة المسرحية سوزان جلاسبيل والتي أدت دور السيدة هيل للمرة الأولى في عرضها، وجورج كرام كوك الذي لعب دور لويس هيل في المسرحية.

- جورج هندرسون، محامي المقاطعة (لعبه الدور مايكل هولجان).[2]
- هنري بيترز، عمدة محلي وزوج السيدة بيترز (قام بدور روبرت كونفيل).[2]
- لويس هيل، جار رايت وزوج السيدة هيل (لعبه جورج كرام كوك).[2]
- السيدة بيترز، زوجة الضابط (لعبت دورها أليس هول).[2]
- السيدة هيل، جارة رايت وزوجة لويس هيل (لعبت الدور في الأصل سوزان جلاسبيل، ثم كيم بيس).[2]
- السيد جون رايت، الضحية ومالك المنزل.
- السيدة ميني رايت، زوجة جون رايت وقاتله مشتبه بها.

## تحليل

### الحركة النسوية
تعتبر مسرحية ترايفلز مثال على الدراما النسوية المبكرة.
«لا ينبغي فهم النسوية كموضوع على أنها مجرد دعوة لحقوق المرأة من جانب الكاتبة المسرحية أو شخصياتها. بل قد تكون بيانًا عن الوعي الأنثوي والمشاعر والتصورات المرتبطة بهوية الشخصية الأنثوية للمرأة».
الشخصيات الأنثوية، السيدة بيترز والسيدة هيل، قادران على التعاطف مع السيدة رايت وفهم الدافع الذي يدفعهما لإخفاء الأدلة ضدها. في هذه الأثناء، كان الرجال كالعميان بسبب تحقيقاتهم الباردة غير العاطفية في الحقائق المادية.
تواجه المرأتان بعد أن جُمعتا في جريمة القتل معضلة أخلاقية تتمثل في إخبار الرجال عن الدافع أو حماية السيدة رايت، التي يرون أنها ضحية. يثير اختيارهم أسئلة حول التضامن بين النساء، ومعنى العدالة، ودور المرأة في المجتمع كمصدر للعدالة.
في المسرحية، ينظر الرجال والنساء إلى طبيعة جريمة السيدة رايت بشكل مختلف تمامًا. الرجال في هذه المسرحية لا يرون الإساءة العاطفية التي تعرضت لها من زوجها. عندما نُشرت المسرحية لأول مرة، لم يكن مسموح للنساء بالتصويت أو العمل كمشرعين أو قاضيات أو في هيئة محلفين حتى. في أمريكا، نص التعديل السادس على أنه يُسمح للمتهمين بتشكيل هيئة محلفين من أقرانهم، في أمريكا عام 1917، إذا ارتكبت امرأة جريمة واضطرت إلى المحاكمة؛ لن تكون محاطة بأقرانها. لكن في حالة المسرحية، عملت النساء كهيئة محلفين غير رسمية للسيدة رايت في المطبخ. تجد النساء أدلة على سوء المعاملة ويدركن أن هذا هو سبب قتل السيدة رايت لزوجها. ينتهي بهم الأمر بإخفاء الأدلة.
عملت السيدة بيترز بصفتها العمدة والمحقق أي كوظيفة زوجها، وهنا يظهر أن المرأة قادرة على التصرف بمحض إرادتها وأن المرأة لا تنتمي إلى زوجها. أظهر تحقيقها خيوط مختلفة عن زوجها مما يدل على أن «قراراتها [لا] تتطابق بالضرورة مع قرارات زوجها أو هيمنة الذكور».
من خلال اتباع نهج تحليلي قائم على علم النفس التنموي، كتبت فيليس مايل أن التطور الأخلاقي للمرأة يختلف عن تطور الرجل. إن الحكم الأخلاقي للمرأة «مرتبط بمشاعر التعاطف والرحمة»، بينما الحكم الأخلاقي للرجل «غير شخصي» و«مستقل عن أصوله العاطفية».